# Greatest Hits 1970–1978
Greatest Hits 1970—1978 — сборник группы Black Sabbath, выпущенный в 2006 году.

## Об альбоме
На альбоме представлен только оригинальный состав Black Sabbath, в котором вокалистом был Оззи Осборн. В сборник включены песни со всех альбомов с его участием, начиная с дебютного альбома 1970 года и заканчивая Never Say Die! 1978 года.
Альбом дебютировал в чарте Billboard 200 1 апреля 2006 года под номером 96 и провёл в нём 10 недель.

## Список композиций
1. «Black Sabbath» (с альбома Black Sabbath) — 6:16
2. «N.I.B.» (с альбома Black Sabbath) — 5:22
3. «The Wizard» (с альбома Black Sabbath) — 4:20
4. «War Pigs» (с альбома Paranoid) — 7:54
5. «Paranoid» (с альбома Paranoid) — 2:48
6. «Iron Man» (укороченная версия с альбома Paranoid) — 3:29
7. «Sweet Leaf» (с альбома Master of Reality) — 5:03
8. «Children of the Grave» (с альбома Master of Reality) — 5:15
9. «Changes» (с альбома Black Sabbath, Vol. 4) — 4:43
10. «Snowblind» (с альбома Black Sabbath Vol. 4) — 5:27
11. «Supernaut» (с альбома Black Sabbath Vol. 4) — 4:41
12. «Sabbath Bloody Sabbath» (с альбома Sabbath Bloody Sabbath) — 5:42
13. «Hole in the Sky» (с альбома Sabotage) — 4:01
14. «Rock 'n' Roll Doctor» (с альбома Technical Ecstasy) — 3:26
15. «Never Say Die» (с альбома Never Say Die!) — 3:48
16. «Dirty Women» (с альбома Technical Ecstasy) — 7:13

## Участники записи

### Члены группы
- Оззи Осборн — вокал
- Тони Айомми — гитара
- Гизер Батлер — бас
- Билл Уорд — ударные

### Остальные
- Шэрон Осборн — исполнительный продюсер
- Роджер Бэйн, Патрик Миихэн, Майк Бучер — продюсеры
- Дэн Хёрш, Билл Инглот — ремастеринг

## История изданий
| Великобритания | 14 марта 2006 | Rhino Records        |
| США            | ???           | Warner Bros. Records |
| Канада         | ???           | Warner Bros. Records |